# Stick Talk
Stick Talk è un singolo del rapper statunitense Future, pubblicato il 1º febbraio 2016 come quinto estratto del terzo album in studio DS2.

## Significato
Il termine "Stick" è un'espressione gergale utilizzata ad Atlanta, città natale di Future, che fa riferimento ai caricatori dei fucili d'assalto o in generale alle armi da fuoco. Pertanto, il termine "stick talk" si riferisce allo stile di vita del rapper nel quartiere, che include violenza e droghe in abbondanza.

## Classifiche
| Classifica (2016) | Posizione massima |
| ----------------- | ----------------- |
| Stati Uniti       | 91                |